# James Maxton
James Maxton (22 juin 1885 - 23 juillet 1946) est un homme politique britannique de gauche et chef du Parti travailliste indépendant . C'est un pacifiste qui s'est opposé aux deux guerres mondiales. Éminent partisan de Home Rule pour l'Écosse , il est connu comme l'une des figures de proue de l'ère Red Clydeside. Il rompt avec Ramsay MacDonald et le deuxième gouvernement travailliste minoritaire, et devient l'un de ses critiques les plus acerbes. En tant que chef du Parti travailliste indépendant (ILP), il désaffilie l'ILP du parti dominant en 1932. Par la suite, il devient un dissident indépendant.

## Biographie

### Les premières années
Né dans le bourg de Pollokshaws (qui fait maintenant partie de la ville de Glasgow) en 1885, James Maxton est le fils de deux instituteurs. Il entre lui-même plus tard dans cette profession après ses études à la Hutchesons' Boys' Grammar School et à l'Université de Glasgow.
Alors qu'il étudie à l'Université de Glasgow, Maxton décrit ses loyautés politiques comme étant du côté des conservateurs. Cependant, il se tourne rapidement vers le socialisme et, en 1904, il rejoint la branche Barrhead du Parti travailliste indépendant (ILP). Le passage de Maxton au socialisme est fortement influencé par John MacLean (homme politique écossais), un autre étudiant de l'Université de Glasgow. En plus de l'influence de Maclean, Maxton est poussé vers le socialisme par une réunion à laquelle il assiste à Paisley qui est dirigée par le chef du parti Philip Snowden. Il est également influencé par l'écrit, notamment les livres de Robert Blatchford et Pierre Kropotkine .
Plus tard dans sa vie, Maxton affirme que la plus grande influence dans sa décision de devenir socialiste est la pauvreté extrême vécue par de nombreux enfants à qui il a enseigné. Il arrive ensuite à convaincre tous ses frères et sœurs de rejoindre l'ILP, sa sœur Annie devenant une figure éminente de l'organisation.
De 1906 à 1910, Maxton milite dans l'Union des maîtres d'école, où il perfectionne ses talents de propagandiste et d'orateur." .

### Carrière politique
Maxton est un opposant véhément à la Première Guerre mondiale. Il est un objecteur de conscience, refusant la conscription dans l'armée et recevant plutôt du travail sur des barges. Pendant ce temps, il est impliqué dans l'organisation de grèves dans les chantiers navals dans le cadre du Comité des travailleurs de Clyde. Maxton est arrêté en 1916 et accusé de sédition. Il est ensuite reconnu coupable et emprisonné pendant un an .
En 1918, Maxton est élu au Conseil national du Parti travailliste . Lui et Ramsay MacDonald sont chargés de présenter la motion au Comité exécutif national du Parti travailliste qui dicte que les membres travaillistes du gouvernement de coalition en temps de guerre en démissionnent en vue des élections générales de 1918. Il est également un fervent partisan du Scottish Home Rule et est pendant un certain temps président de la Scottish Home Rule Association lorsque Ramsay MacDonald est le secrétaire de la branche de Londres.
Maxton se présente aux élections générales de 1918 en tant que candidat du parti travailliste, mais est battu lors de cette première candidature.
Il est élu député pour Glasgow Bridgeton aux élections générales de 1922. Une fois au parlement, cependant, les opinions franches de Maxton suscitent souvent la controverse. En 1923, son immunité parlementaire est levée lorsqu'il qualifie le député conservateur Sir Frederick Banbury de « meurtrier », à la suite de la décision du gouvernement de retirer le lait des écoles . En 1933, lorsque le premier ministre de l'époque, Ramsay MacDonald, prononce devant le Parlement un discours particulièrement sinueux et incohérent, il est interrompu par Maxton qui crie : « Asseyez-vous, mec, vous êtes une sanglante tragédie .
Maxton est président de l'ILP de 1926 à 1931 et de 1934 à 1939 ; il est généralement considéré comme le symbole de l'ILP après sa rupture avec le parti travailliste en 1932. Militant socialiste, il est horrifié par le collaborationnisme de classe perçu du Congrès des syndicats après la défaite de la grève générale de 1926, et est co-auteur avec le leader des mineurs de gauche, Arthur Cook, du « Manifeste Cook-Maxton » de 1928 appelant à la guerre des classes dans le renversement du capitalisme.
En 1927, Maxton est élu président international de la Ligue contre l'impérialisme lors de son Conseil général à Bruxelles et est réélu au même poste lors de la Conférence de la Ligue de 1929 à Francfort .
En 1932, Maxton publie une biographie populaire du leader bolchevique Lénine. Maxton écrit à son sujet : « Nous sommes encore trop près de [Lénine] dans le temps, trop près des événements accessoires à son travail, trop sous l'influence d'antipathies ou de sympathies partisanes pour oser des évaluations finales. Il n'est pas encore possible de dire que la Russie a réalisé en pratique l'état utopique d'abondance, de liberté et de bonheur, ni de dire que d'autres pays ne peuvent pas atteindre un meilleur état de manière plus rapide et moins dure. On peut dire que cet homme, calme, modeste, sans prétention, s'est fixé une tâche d'une ampleur immense alors qu'il était encore un garçon, et s'y est tenu avec ténacité jusqu'à la fin de sa vie." .
En 1936, à la suite de l'abdication d'Édouard VIII, Maxton propose un « amendement républicain » au projet de loi sur l'abdication, qui aurait transformé le Royaume-Uni d'une monarchie en une république. Maxton fait valoir que si la monarchie a profité à la Grande-Bretagne dans le passé, elle a « dépassé son utilité ». L'amendement est rejeté par 403 voix contre cinq .
Dans son journal du 3 septembre 1939, Sir Ralph Glyn rapporte que « James Maxton, le pacifiste, rose, décharné, un cavalier de l'Apocalypse, le malheur écrit sur son visage », et déclare : « Ne parlons pas d'honneur national : que signifient de telles phrases ? Le fait est que la guerre signifie le massacre de millions de personnes. Si le Premier ministre peut encore maintenir la paix, il aura sauvé ces vies, il ne faut pas le bousculer." 
Pendant la Seconde Guerre mondiale, Maxton visite la prison de Brixton pour voir Oswald Mosley, le chef de l'Union britannique des fascistes, qui est alors détenu en vertu du Règlement de défense.
Le 29 janvier 1942, Maxton est le seul des 465 membres de la Chambre des communes à voter contre une motion de confiance dans le gouvernement de guerre de Winston Churchill .

### Mort et héritage
Maxton est décédé en 1946, toujours député de Bridgeton. Après sa mort, l'ILP stagne jusqu'à ce qu'il cesse d'être un parti politique indépendant viable.
Maxton est considéré comme l'un des plus grands orateurs de l'époque, tant à l'intérieur qu'à l'extérieur de la Chambre des communes. Churchill, tout en tenant des opinions politiques totalement incompatibles avec celles de Maxton, le décrit comme « le plus grand parlementaire de son époque ». 
Maxton a fortement influencé les opinions politiques de sa famille, et sa mère et tous ses frères et sœurs ont également rejoint l'ILP. Son frère John est également un objecteur de conscience pendant la Première Guerre mondiale. Son fils James et son neveu John Maxton sont des objecteurs de conscience au service national après la Seconde Guerre mondiale. John devient député travailliste de la circonscription Cathcart de Glasgow de 1979 à 2001 et est nommé pair à vie en 2004.
Gordon Brown, ancien Premier ministre britannique, a publié une biographie, Maxton, basée sur sa thèse de doctorat à l'Université d'Édimbourg.

## Publications de James Maxton
- Un salaire vital pour tous : discours du Dr Salter à la Chambre des communes le mercredi 7 mars 1923. Londres : Parti travailliste indépendant de Bermondsey, 1923.
- L'aile gauche : son programme et ses activités. Londres : Comité provisoire de l'aile gauche nationale, sd [c. 1926].
- Vingt points pour le socialisme. Londres : ILP Publication Department, sd [c. 1927].
- Notre cause pour un renouveau socialiste. Avec AJ Cook. Londres : Publications ouvrières, sd [c. 1928].
- Les chemins vers le socialisme : discours du président à la conférence de l'ILP. Londres : Département des publications de l'ILP, 1929.
- L'affaire Benn c. Maxton : être une correspondance sur le capitalisme et le socialisme, à laquelle est annexé le rapport d'un débat radiodiffusé. Avec Ernest John Pickstone Benn. Londres : E. Benn, 1929.
- Discours sur les propositions du gouvernement en matière de chômage à la Chambre des communes le 4 novembre 1929. Londres : ILP Publication Department, sd [1929].
- Où en est l'ILP : discours présidentiel de J. Maxton à la conférence de l'ILP, accompagné de la déclaration sur les relations de l'ILP avec le parti travailliste. Londres : Département des publications de l'ILP, 1930.
- Lénine. New York : D. Appleton & Co., 1932.
- Pauvreté généralisée : « L'ordre social existant doit disparaître. Londres : Parti travailliste indépendant, 1933.
- Une avance claire. Avec Fenner Brockway . Londres : Parti travailliste indépendant, 1933.
- Keir Hardie : Prophète et pionnier. Londres : F. Johnson, sd [c. 1933].
- Dictateurs et dictature. Londres : Parti travailliste indépendant, sd [c. 1934].
- Si j'étais dictateur. Londres : Methuen, 1935.
- La campagne de l'unité. Avec Stafford Cripps et Harry Pollitt . Londres : Comité de campagne d'unité nationale, 1937.
- Le grand discours anti-guerre de Maxton. Glasgow : Civic Press, sd [1939].
- Pourquoi nous nous opposons à la conscription. Londres : Parti travailliste indépendant, sd [1939].
- Brisez la trêve avec les conservateurs et construisez l'unité du travail ! Une déclaration à l'attention des hommes et des femmes du mouvement syndical. Avec Fenner Brockway. NC [Londres] : Independent Labour Party, sd [1943].